# Трофимовка (Самарская область)
Трофимовка — село в Нефтегорском районе Самарской области России. Входит в состав сельского поселения Утёвка.

## География
Село находится в юго-восточной части Самарской области, в пределах Сыртовой равнины Низменного Заволжья, в степной зоне, к югу от автотрассы М5, на расстоянии примерно 21 километра (по прямой) к западу от города Нефтегорска, административного центра района. Абсолютная высота — 71 метр над уровнем моря.
Климат
Климат характеризуется как континентальный, засушливый, с жарким летом и холодной малоснежной зимой. Среднегодовая температура воздуха — 4,6 °С. Средняя температура воздуха самого тёплого месяца (июля) — 20,8 °C (абсолютный максимум — 39 °C); самого холодного (января) — −12,2 °C (абсолютный минимум — −43 °C). Среднегодовое количество атмосферных осадков составляет 567 мм, из которых большая часть (344 мм) выпадает в период с апреля по октябрь. Снежный покров образуется в конце ноября и держится в течение 149 дней.
Часовой пояс
Село Трофимовка, как и вся Самарская область, находится в часовой зоне МСК+1. Смещение применяемого времени относительно UTC составляет +4:00.

## Население
| 2010 |
| ---- |
| 282  |

Половой состав
По данным Всероссийской переписи населения 2010 года в гендерной структуре населения мужчины составляли 50,4 %, женщины — соответственно 49,6 %.
Национальный состав
Согласно результатам переписи 2002 года, в национальной структуре населения русские составляли 78 % из 309 чел.